# Beaumont-en-Auge
Beaumont-en-Auge är en kommun i departementet Calvados i regionen Normandie i norra Frankrike. Kommunen ligger i kantonen Pont-l'Évêque som ligger i arrondissementet Lisieux. År 2022 hade Beaumont-en-Auge 387 invånare.

## Befolkningsutveckling
Antalet invånare i kommunen Beaumont-en-Auge
Referens: INSEE

## Galleri

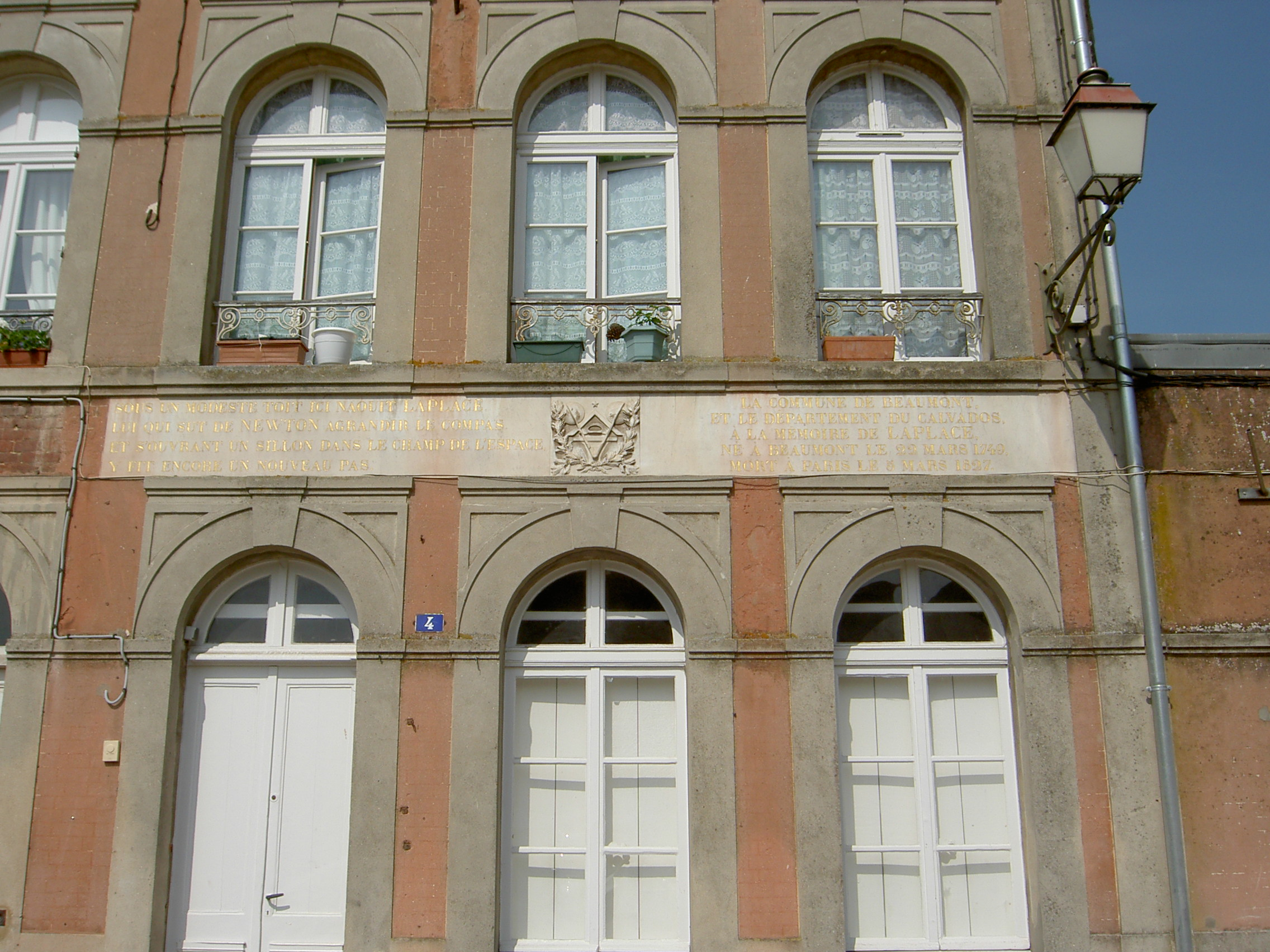
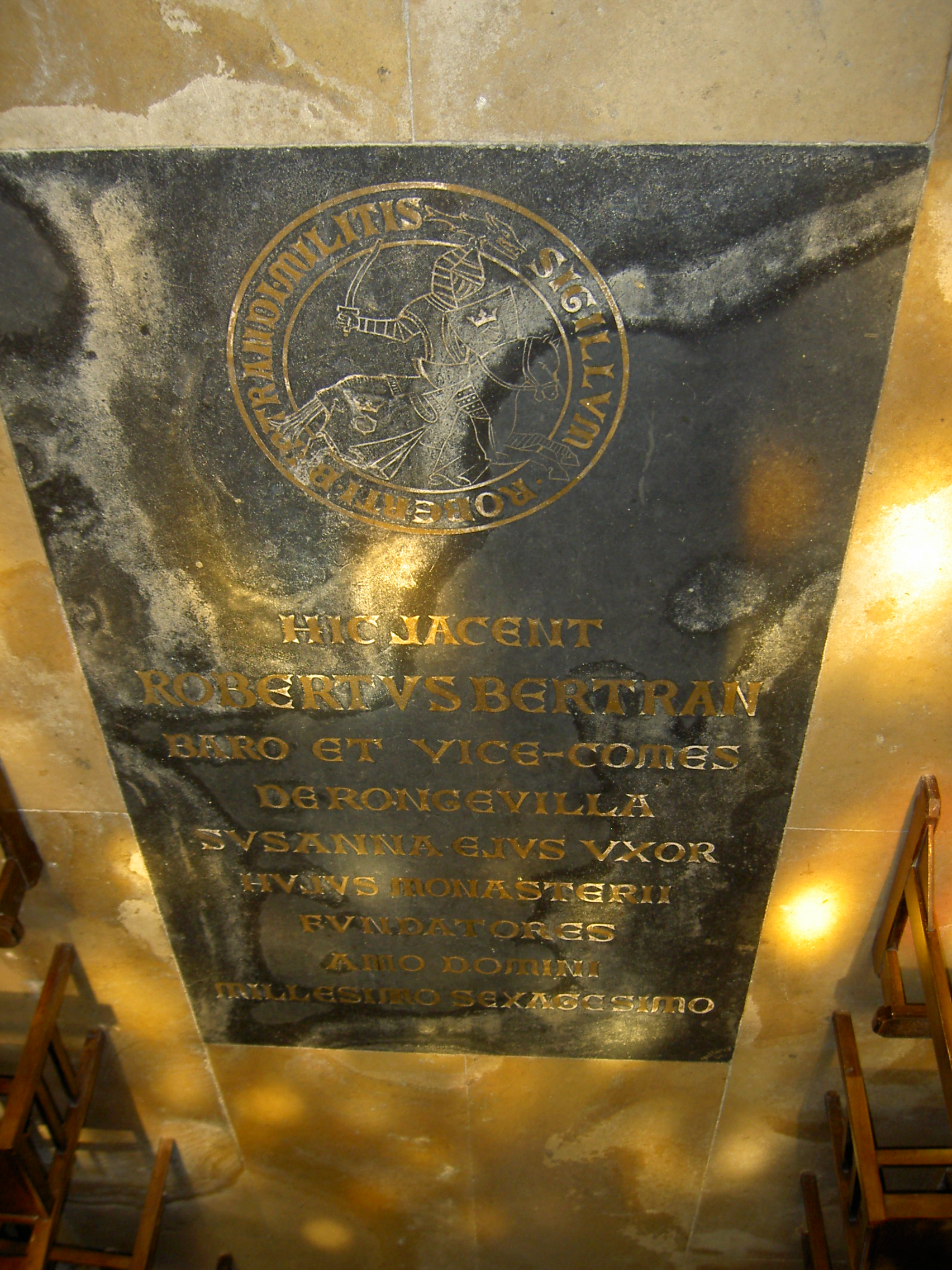
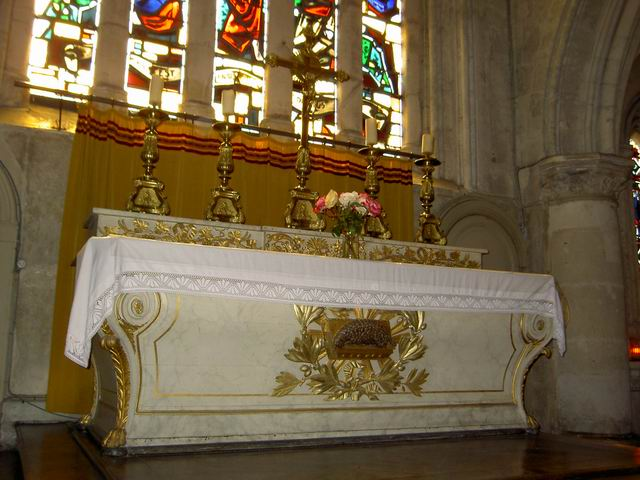
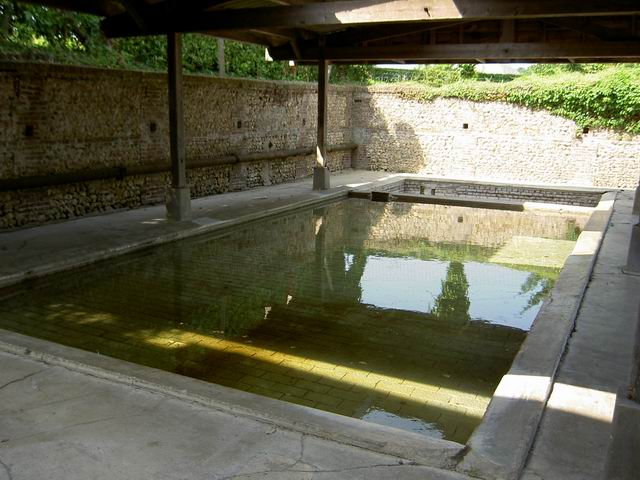
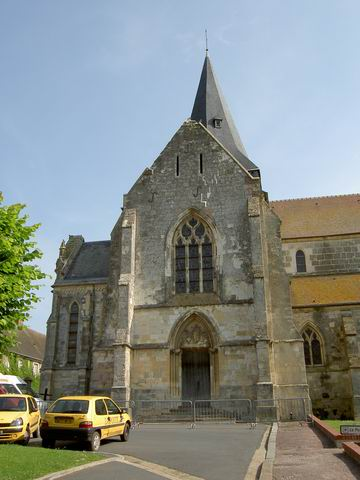
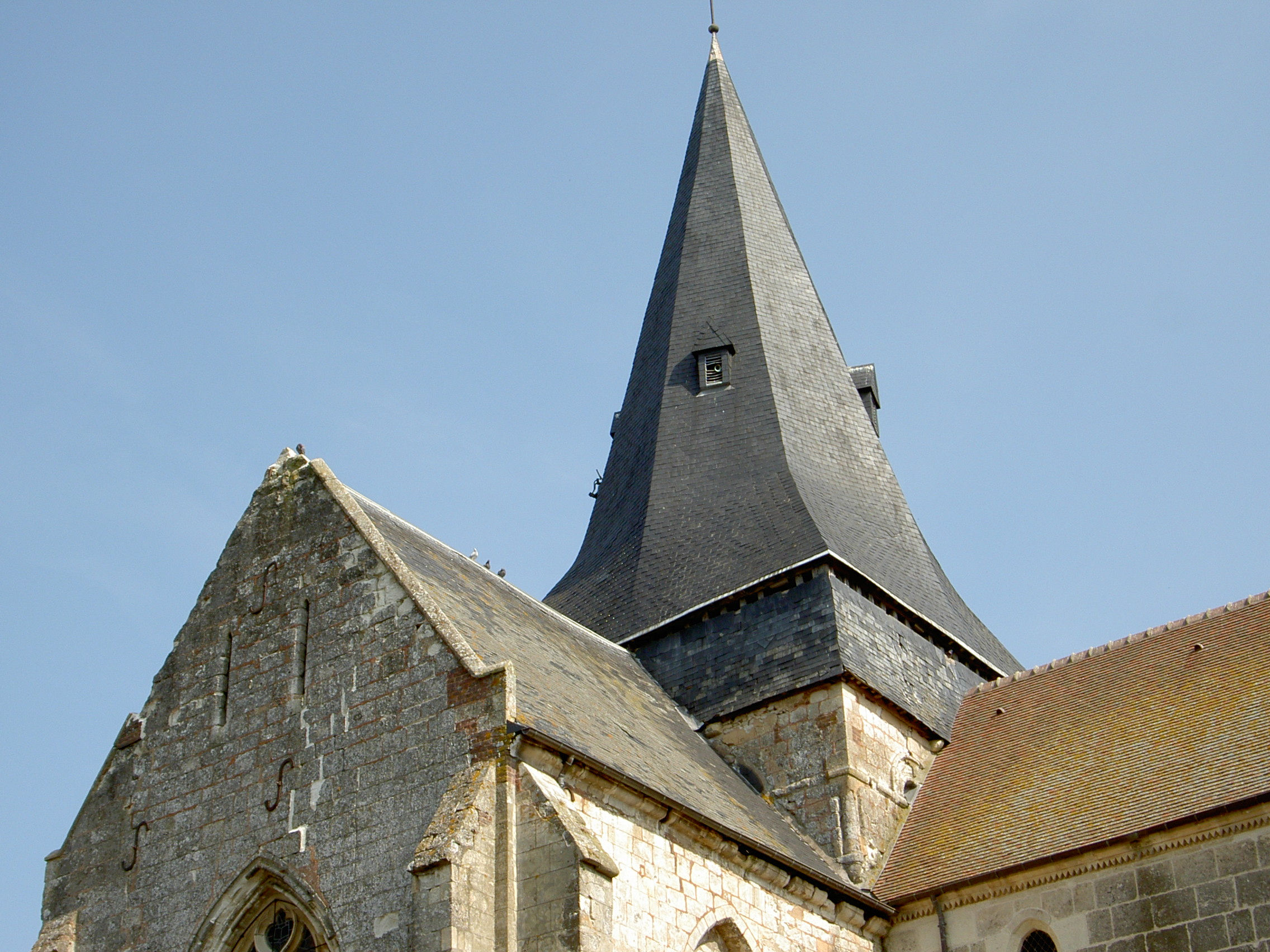